# سیارک ۶۳۸۶
سیارک ۶۳۸۶ (به انگلیسی: 6386 Keithnoll، نامگذاری:1989NK1) شش هزار و سیصد و هشتاد و ششمین سیارک کشف شده‌است که در ۱۰ ژوئیه ۱۹۸۹ کشف شد.
قدر مطلق سیارک برابر ۳۸.۹ است.